# Марено ди Пјаве
Марено ди Пјаве (итал. Mareno di Piave) је насеље у Италији у округу Тревизо, региону Венето.
Према процени из 2011. у насељу је живело 7369 становника. Насеље се налази на надморској висини од 38 м.

## Становништво
Према резултатима пописа становништва 2011. у општини је живело 9.667 становника.
| 1951. | 1961. | 1971. | 1981. | 1991. | 2001. | 2011. |
| ----- | ----- | ----- | ----- | ----- | ----- | ----- |
| 5.872 | 5.929 | 6.313 | 6.835 | 7.255 | 7.870 | 9.667 |